# Терлецкий, Александр Степанович
Александр Степанович Терлецкий (укр. Олександр Степанович Терлецький; 15 октября 1911, Станковатое, Херсонская губерния — 25 марта 1942, Скеля, Крымская АССР) — старший лейтенант, начальник Форосской погранзаставы, комиссар Балаклавского партизанского отряда. После перехода линии фронта подорвался на мине. Повешен оккупантами в селе Скеля 25 марта 1942 года.

## Биография
C 1929 года служил в пограничных войсках. Окончил курсы младших лейтенантов. Накануне войны — старший лейтенант, начальник Форосской погранзаставы.
9 ноября 1941 года группа пограничников под командованием А. С. Терлецкого, взорвав скалу, нависавшую над дорогой в районе Байдарских ворот, своими действиями более суток сдерживала моторизованный авангард рвущихся к Севастополю немцев. Оставшиеся в живых пограничники ушли к партизанам. В середине ноября 1941 года назначен командиром диверсионной группы Балаклавского партизанского отряда. Проявил себя знающим, решительным боевым командиром. 8 февраля 1942 года назначен комиссаром отряда.
22 февраля 1942 года был направлен в осаждённый Севастополь для восстановления связи с политотделом Приморской армии. При переходе линии фронта с двумя бойцами подорвался на мине, бойцы погибли, Терлецкий раненым попал к немцам. Был предъявлен на опознание жителям села Скеля и опознан одним из предателей. После зверских пыток 25 марта 1942 года был публично повешен в селе Скеля. Последними словами А. С. Терлецкого были: «Живи, Севастополь!».

## Место захоронения
Тело казнённого для устрашения находилось на виселице несколько дней, затем было тайно закопано немцами за селом. Но местные жители проследили место захоронения и в 1944 году, после освобождения Крыма от оккупантов, останки торжественно были перезахоронены на окраине села.
В 1963 году останки А. С. Терлецкого по просьбе его супруги были перезахоронены на территории парка санатория «Форос» недалеко от заставы. Установлен памятник. При этом памятная плита в Родниковом сохранилась, но без останков.
Горсовет Ялты принял решение № 403-Р от 12 июня 2003 года за подписью мера С. Б. Брайко о подготовке перезахоронения, с поручением об организации начальнику Управления культуры Е. М. Переверзевой. Героя тайно перезахоронили ещё раз, в ночное время и без воинских почестей. На следующий день был перенесён памятник. По версии властей останки перезахоронены на вновь создаваемой Аллее героев. Активисты из Фороса утверждают, что могила оказалась на территории будущей виллы, возводящейся структурами, афилированных с украинским олигархом В. Пинчуком.
20 декабря 2016 постановление № 627 третье место захоронения признано  Объект культурного наследия народов РФ регионального значения. Рег. № 911710901550005 (ЕГРОКН).
В 2019 году после обращений общественности к российским властям Восточно-Крымский центр военно-исторических исследований провёл обследование. Поисковики вскрыли старую могилу, на её дне обнаружили остатки стенок гроба, обитого красной тканью, кости, зубы, фрагменты позвонков.
После упорной борьбы местной общественности только в марте 2020 года найденный прах Героя с воинским почестями дозахоронен на почётном месте в Форосском парке, в июле 2021 года над местом второй могилы был поставлен памятный знак.

## Награды
- орден Отечественной войны 1-й степени (посмертно)
- медаль «За оборону Севастополя»
- медаль «За боевые заслуги»

## Память
Имя А. С. Терлецкого носят:
- улица в Балаклаве (с 5 апреля 1958 года, бывшая ул. Металлистов); аннотационное обозначение установлено в 2006 году в начале улицы
- улица в с. Родниковском
- улица в Форосе
- улица в Симферополе[3]
- мобильная пограничная застава Массандры для выполнения специальных заданий[4] (с 30 мая 1968 г.)[5].

На территории Форосской погранзаставы установлен бюст А. С. Терлецкого. В 2012 году в Симферополе открыт памятник героям-пограничникам, в составе которого — перенесённый барельеф А. С. Терлецкого.
12 июня 2016 года в селе Чистополье, Ленинского района Республики Крым открыт мемориал пограничной славы, в составе которого — бюст А. С. Терлецкого